# Евро
Евро (симбол: €, међународна ознака: EUR, шифра валуте: 978) је званична валута Економске и монетарне уније Европске уније и јединствена валута око 300 милиона грађана 20 земаља Уније:
- Аустрије
- Белгије
- Грчке
- Естоније
- Ирске
- Италије
- Кипра
- Летоније
- Литваније
- Луксембурга
- Малте
- Немачке
- Португалије
- Словачке
- Словеније
- Финске
- Француске
- Холандије
- Хрватске
- и Шпаније

које чине Еврозону. Ову валуту исто тако званично користе институције Европске уније и четири друге Европске земље, као и унилатерално две друге, те је консеквентно дневно користи око 337 милиона Европљана. (ажурирано: 2015.) Изван Европе, бројне прекоморске територије ЕУ земаља такође користе евро као своју валуту.
Додатно, 210 милиона људи широм света (по подацима из 2013) користи валуте везане за евро. Евро је друга највећа резервна валута као и друга највише кориштена валута након америчког долара. (Ажурирано: јануар 2017.) Са више од €1.109.000.000.000 у циркулацији, евро има једну од највиших комбинованих вредности новчаница и кованица на свету, у ком погледу је премашио амерички долар.
Име евро је званично прихваћено 16. децембра 1995. у Мадриду. Евро је уведен у светско финансијско тржиште као рачуноводствена валута 1. јануара 1999, замењујући бившу Европску валутну јединицу (ECU) са односом од 1:1 (US $1.1743). Физичке новчанице и кованице евра су ушле у циркулацију 1. јануара 2002, чинећи га валутом у свакодневној употреби својих оригиналних држава чланица, а до маја 2002. евро је у потпуности заменио бивше валуте. Мада је вредност евра накнадно знатно опала до 0,8252 америчких долара током две године (26. октобар 2000), он у продаји вредео више од америчког долара од краја 2002, а врхунац је достигао са 1,6038 америчких долара дана 18. јула 2008. Од позног дела 2009. године, евро је утонуо у европску дужничку кризу, што је довело до креирања Европског фонда за финансијску стабилност као и других реформи у циљу стабилизације валуте. Јула 2012, евро је пао испод 1,21, америчких долара први пут у две године, услед забринутости око грчког дуга и шпанског проблематичног банкарског сектора. Јуна 2017, евро-долар курс износи ~ US$1,13.
Економски и монетарни савез (EMU) најзначајнији је вид новчане реорганизације у Европи од доба Римског царства. Иако се увођење Евра може сматрати једноставно начином усавршавања Заједничког европског тржишта и подржавања слободне трговину међу чланова Еврозоне, Евро је такође значајан део Европског пројекта за политичку интеграцију. Евром управља Европски систем централних банака (ESCB), који се састоји од Европске централне банке (ECB) и Еврозонских централних банака које управљају у државама. ECB, која је смештена у Франкфурту на Мајни у Немачкој, има искључиву моћ да успостави новчану политику; остали ESCB чланови учествују у штампању, ковању, и расподели новчаница и кованица, и деловању Еврозонског систему исплате.
Инфлација у 2009. је износила -0,1%.

## Администрација
Евром управља Европска централна банка (ЕЦБ) са седиштем у Франкфурту и Евросистем (који се састоји од централних банака земаља еврозоне). Као независна централна банка, ЕЦБ има потпуна овлаштења да одређује монетарну политику. Евросистем учествује у штампању, ковању и дистрибуцији новчаница и кованица у свим земљама чланицама, и функционисању платних система у еврозони.
Уговор о Европској унији из 1992. обавезује већину ЕУ земаља чланица да прихвате евро након што задовоље одређене монетарне и буџетске конвергационе критеријуме, мада све државе нису то урадиле. Уједињено Краљевство и Данска су уговориле изузеће, док је Шведска (која је приступила ЕУ 1995. године, након што је потписан Мастрихтски уговор) одбила евро 2003. путем референдума, и избегла је обавезу усвајања евра путем неиспуњавања монетарних и буџетски захтева. Све нације које су приступиле ЕУ након 1993 су се обавезале да адаптирају евро у догледно време.

## Издавање модалитета за новчанице
Од 1. јануара 2002, националне централне банке (НЦБ) и ЕЦБ издају евро новчанице на заједничкој бази. Евро новчанице не показују која централна банка их је издала. Националне централне банке Евросистема морају прихватити евро новчанице стављене у оптицај од стране других чланова Евросистема и те новчанице се не репатризују. ЕЦБ издаје 8% укупне вредности новчаница издатих у Евросистему. У пракси, ЕЦБ новчанице се стављају у оптицај посредством националних централних банака, чиме настају одговарајуће обавезе према ЕЦБ. Ове обавезе обухватају камату на главну стопу рефинансирања ЕЦБ. Преосталих 92% евро новчаница издају националне банке сразмерно њиховим деоницама ЕЦБ кључа капитала, које се израчунавају коришћењем националног учешћа становништва Европске уније (ЕУ) и националног удела у БДП ЕУ, равномерно пондерисано.

## Мастрихтски критеријуми о конвергенцији
Све чланице Уније могу прихватити евро ако испуне одређене (економске) услове, који су дефинисани по Уговору из Мастрихта 1992. године:
- стабилност цена
- финансијски положај у јавном сектору (финансијски дефицит мањи од 3% БДП-а)
- висока стабилност домаће валуте
- конвергенција просечних домаћих камата у односу на просек троје земаља чланица са најмањим каматама
- правни прописи о финансијским институцијама који гарантују независност националне централне банке и прилагођеност њеном укључењу у систем европске централне банке (ЕЦБ)
- реална конвергенција националне економије

У извештавању српских дневних не-економских гласила се економско финансијски Мастрихт критеријуми за увођење евра не спомињу и тиме се ствара погрешан утисак, да је увођење евра искључиво политичка ствар.
Пакт стабилности (Даблин, 1996. г) регулише националне економско финансијске мере у земљама чланицама Еврозоне. Намењен је одржавању економске стабилности валуте (евра).

## Кованице
Лица кованица евра су исте за све државе, док се наличја разликују од државе до државе.
Кованице постоје у следећим апоенима:
- 1 цент
- 2 цента
- 5 центи
- 10 центи
- 20 центи
- 50 центи
- 1 евро
- 2 евра

## Новчанице
Постоји седам евро новчаница, све су различите величине и боје.
- 5 евра - сива боја - 120 х 62 mm - на њој је представљен класични период (пре 5. века)
- 10 евра - црвена боја - 127 х 67 mm - на њој је представљен стил романике (11–12. век)
- 20 евра - плава боја - 133 х 72 mm - на њој је представљен стил готике (12–14. век)
- 50 евра - смеђа и наранџаста боја - 140 х 77 mm - на њој је представљен стил ренесансе (14–16. век)
- 100 евра - зелена боја - 147 х 82 mm (У серији Европа - 147 х 77 mm) - на њој је представљен стил барока и рококоа (17–18. век)
- 200 евра - жута боја - 153 х 82 mm (У серији Европа - 153 х 77 mm) - на њој је представљена архитектура од челика и стакла из индустријске револуције (18–19. век)
- 500 евра - љубичаста боја - 160 х 82 mm (У серији Европа не постоји) - на њој је представљена савремена европска архитектура. (20.-21. век)

## Дизајн
На предњој страни новчаница налазе се капије које представљају отвореност и гостопримство земаља чланица ЕУ, док се на полеђини налазе мостови који симболизују заједништво и међусобну сарадњу земаља. Знак евра је стилизовано слово Е које подсећа на ћирилично слово „C” са две црте на средини (€).

### Симболика на новчаницама
1. Мостови, прозори и пролази су симболи европског духа, отворености и сарадње.
2. 12 звездица Европске уније су симболи динамичности и хармоније данашње Европе.
3. Мостови служе исто комуникацији и кооперацији Европе са остатком света.

## Историја

### Увод
| Валута              | Код (ISO 4217) | Курс     | Фиксиран   | Спроведен  |
| ------------------- | -------------- | -------- | ---------- | ---------- |
| Аустријски шилинг   | ATS            | 13,7603  | 1998-12-31 | 1999-01-01 |
| Белгијски франак    | BEF            |          | 1998-12-31 | 1999-01-01 |
| Кипарска фунта      | CYP            | 0,585274 | 2007-07-10 | 2008-01-01 |
| Холандски гулден    | NLG            | 2,20371  | 1998-12-31 | 1999-01-01 |
| Естонска круна      | EEK            | 15,6466  | 2010-07-13 | 2011-01-01 |
| Финска марка        | FIM            | 5,94573  | 1998-12-31 | 1999-01-01 |
| Француски франак    | FRF            | 6,55957  | 1998-12-31 | 1999-01-01 |
| Немачка марка       | DEM            | 1,95583  | 1998-12-31 | 1999-01-01 |
| Грчка драхма        | GRD            | 340,750  | 2000-06-19 | 2001-01-01 |
| Хрватска куна       | HRK            | 7,53450  | 2022-12-31 | 2023-01-01 |
| Ирска фунта         | IEP            | 0,787564 | 1998-12-31 | 1999-01-01 |
| Италијанска лира    | ITL            | 1.936,27 | 1998-12-31 | 1999-01-01 |
| Летонски лат        | LVL            | 0,702804 | 2013-07-09 | 2014-01-01 |
| Литвански литас     | LTL            | 3,45280  | 2014-07-23 | 2015-01-01 |
| Луксембуршки франак | LUF            | 40,3399  | 1998-12-31 | 1999-01-01 |
| Малтешка лира       | MTL            | 0,429300 | 2007-07-10 | 2008-01-01 |
| Монегашки франак    | MCF            | 6,55957  | 1998-12-31 | 1999-01-01 |
| Португалски ескудо  | PTE            | 200,482  | 1998-12-31 | 1999-01-01 |
| Санмаринска лира    | SML            | 1.936,27 | 1998-12-31 | 1999-01-01 |
| Словачка круна      | SKK            | 30,1260  | 2008-07-08 | 2009-01-01 |
| Словеначки толар    | SIT            | 239,640  | 2006-07-11 | 2007-01-01 |
| Шпанска пезета      | ESP            | 166,386  | 1998-12-31 | 1999-01-01 |
| Ватиканска лира     | VAL            | 1.936,27 | 1998-12-31 | 1999-01-01 |

Евро је успостављен према одредбама уговора о Европској унији из 1992. Да би учествовале у валути, државе чланице треба да задовоље строге критеријуме, као што је буџетски дефицит од мање од три процента њиховог БДП, дужнички однос од мање од шездесет процената БДП (оба од којих су ултимативно били широко интерпретирани након увођења), ниска инфлација, и каматне стопе које су блиске ЕУ просеку. У Мастрихтском уговору, Уједињеном Краљевству и Данској су одобрена изузећа по њиховом захтеву да не прођу кроз фазу монетарне уније која доводи до увођења евра.
Економисти који су помогли или допринели у креирању евра су Фред Ардити, Нил Даулинг, Вим Дујзенберг, Роберт Мандел, Томасо Падоа-Шкјопа и Роберт Толисон. (За макроекономску теорију, погледајте испод.)
Име „евро” је званично прихваћено у Мадриду 16. децембра 1995. Белгијском есперантисти Гермејну Пирлоту, бившем учитељу француског и историје се приписује заслуга за именовање нове валуте, пошто је он послао писмо тадашњем председнику Европске уније, Жаку Сантеру, у коме је предложио име „евро” 4. августа 1995.
Услед разлика у националним конвенцијама за заокруживање и значајне цифре, све конверзије између националних валута су морале да се изводе користећи процес триангулације преко евра. Дефинитивне вредности једног евра у смислу девизног курса при коме су валуте ушле у евро су приказане са десне стране.
Односе је одредио Савет Европске уније, на бази препоруке Европске комисије базиране на тржишним односима на дан 31. децембра 1998. Они су постављени тако да је једна јединица европске валуте (ECU) једнака једном евру. Јединица европске валуте је била рачуноводствена јединица која се користила у ЕУ, а базирана на валутама држава чланица; она није била валута сама по себи. Односи нису могли бити успостављени раније, пошто је ЕЦУ зависна од девизног курса неевропских валута у време затварања (првенствено британске фунте) тог дана.
Процедура кориштена за фиксирање девизног курса између грчке драхме и евра је била другачија, пошто је евро тада већ две године био у оптицају. Док су девизни курсеви иницијалних једанаест валута одређени само неколико сати пре увођења евра, девизни курс грчке драхме је био фиксиран неколико месеци унапред.
Валута је била уведена у нефизичкој форми (путнички чекови, електронски трансфери, банкарство, итд.) у поноћ 1. јануара 1999, кад су националне валуте земаља чланица еврозоне независно престале да постоје. Њихови девизни курсеви су закључани у фиксном међусобном односу. Евро је стога постао наследник јединице европске валуте (ECU). Новчанице и кованице старих валута су међутим остале у употреби као законско средство плаћања док нове евро новчанице и кованице нису уведене 1. јануара 2002.
Период размене током кога су новчанице и кованице бивших валута били замењени за евро је трајао два месеца, до 28. фебруара 2002. Званични датум кад су националне валуте престале да служе као законска средства плаћања је варирао међу земљама чланицама. Најранији датум је био у Немачкој, где је марка званично изашла из употребе 31. децембра 2001, мада је период размене трајао још два месеца. Након што су старе валуте престале да буду законско средство плаћања, њих су и даље примале националне централне банке током периода у опсегу од неколико година до бесконачности (неколико година за Аустрију, Немачку, Ирску, Естонију и Летонију у виду новчаница и кованица, и довека за Белгију, Луксембург, Словенију и Словачку у виду новчаница). Кованице које су најраније постале неконвертибилни су били португалски ескудоси, који су престали да имају монетарну вредност након 31. децембра 2002, мада је могућност размене новчаница остала отворена до 2022.
Извори: EC convergence reports 1996-2014, Italian lira , Spanish peseta, Portuguese escudo, Finnish markka, Greek drachma, UK pound